# 相馬茜
相馬 茜（そうま あかね、1975年9月8日 - ）は、日本で活動していたレースクイーン、タレント。福岡県出身。

## 来歴
1990年代後半から2000年代にかけて日本で活動。当時はネットアージュとフェイスネットワークに所属していた。
2009年には活動の場を台湾へ移していた。2014年、同じく台湾で活動する韓国系アメリカ人歌手のニッキー・リー（台湾名：李玖哲）と結婚した。

## 活動実績
- FIRST RACING TEAM レースクイーン（1998年）
- XANAVI レースクイーン（1999年 - 2001年）
- YELLOW CORN レースクイーン（2002年）

## 日本での活動

### テレビ番組
- T2×SHOW（テレビ朝日）
- 爆NEW（テレビ東京）
- やるヌキッ祭（テレビ東京）
- Se-女!、Se-女!2（テレビ東京）
- テン乳～どきどき大実験（テレビ東京）

### CM
- ロッテリア ロッテシェーキ
- HITACHI 速乾名人
- 日経エンタテインメント!
- 東海メガネコンタクト
- 万葉の湯

### 雑誌
- CR+
- cooee - 表紙モデル
- 写真ゴロ - 表紙モデル
- 実話芸能ニッポン（竹書房） - 表紙モデル
- ホットドッグ・プレス（講談社）
- FRIDAY（講談社）
- cool Girls
- playng2 - 表紙モデル
- FLASH EXCITING（光文社）
- DIGI USER（宝島社）
- パパラッチ
- ヤングビンタ（バウハウス）
- 週刊プレイボーイ（集英社）

### 写真集
- ギャルズ・パラダイス写真集 史上最強のレースクイーン イエローコーン（2002年8月、三栄書房、撮影：大山文彦、ISBN 4-87904-564-0）
- e-girl 相馬茜写真集（2002年4月、ワニマガジン社、撮影：大山文彦、ISBN 4-89829-847-8）
- passion fruit（2002年12月5日、エム・ウェーブ、撮影：西川和久、ISBN 4-901219-41-3）
- エロ・レボリューション 1 相馬茜写真集（2003年8月25日、ぶんか社、撮影：上野勇、ISBN 4-8211-2562-5）

### DVD
- デリシャスカプリシャス（2002年8月25日、GPミュージアムソフト）
- passion fruit（2002年8月25日、GPミュージアムソフト）
- Delicious Capricious & more 相馬茜篇 So Much in Love（2002年12月21日、徳間ジャパンコミュニケーションズ）
- LOVE Prisoner（2003年5月28日、フォーサイド・ドット・コム）
- Bitter/Sweet（2003年8月25日、GPミュージアムソフト）
- Se-女！B 相馬茜（2004年3月25日、GPミュージアムソフト）
- 私密時間（2004年4月25日、ぶんか社）
- ULTIMATE（2004年7月30日、フォーサイド・ドット・コム）
- IN and OUT of LOVE（2004年10月27日、ビーエムドットスリー）

### Vシネマ
- 未来ポリスレディ「阻止せよ！警視庁爆破テロ」篇（2002年、エッジ） - 主演。収録ビデオソフトは、2004年4月23日に須藤寛子主演の「起動せよ！時空移動マシン」篇との合本で発売された。
- プチ温泉芸者（2003年8月29日、ENGEL） - 主演。デリシャス・カプリシャスの一員として出演。
- キューティーガール 美少女ボウラー危機一発（2003年9月6日、ENGEL） - 紫電 役
- 北海水滸伝 484ブルース（2004年9月25日、オールインエンタテインメント） - 主演の妻 役
- 青木雄二の銭道 5 無限連鎖講（2004年12月10日、東映ビデオ）[1]

### イメージガール
- オンラインゲーム「N-Age」イメージキャラクター
- TAIPEI AUTO SALON
- 台中モーターショウ
- ロッテリア「ロッテシェーキー」（2002）
- ワゴンスーパーカーニバル（2001）

## 出演（台湾）

### テレビ番組
- 元気日本 - レギュラーパーソナリティ
- 汽車情報王 - レギュラーパーソナリティ
- GO GO JAPAN - レギュラーパーソナリティ
- 愛上星期六 - レギュラーパーソナリティ
- KUSO - レギュラーパーソナリティ
- 綜芸大網
- 天才向前衛
- ラッキートラック
- 快楽星期天
- 黄金夜總会
- 綜芸大集合
- 綜芸大贏家
- 小気大財神
- 麻辣天后宮
- 女人我最大
- 綜芸大哥大

### CM
- 三陽Fighter150
- 三陽Fighter125
- 愛之味黑八寶